# Hedåker
Hedåker är en småort i Västerfärnebo distrikt (Västerfärnebo socken) i nordvästra delen av Sala kommun, Västmanlands län (Västmanland).
Hedåker är sammanbyggt med Brobacke i öster och ligger på Badelundaåsens västsluttning, strax väster om Länsväg 771 och cirka en kilometer väster om Riksväg 70 i närheten av Nykrogen.
Namnet Hedåker härstammar från sitt läge vid Långheden, den tallbevuxna delen av Badelundaåsen, som ligger öster om byn. Byns historia kan dateras till åtminstone ett halvt millennium tillbaka då gården Lilla Hedåker behandlas i ett köpebrev från 1568. Hedåkers bykärna har historiskt sett varit placerad kring ett vägskäl, där tre vägar möttes. Under en period i början på 1800-talet beskrevs byn vara så tätbebyggd att man enkelt kunde gå på taken mellan några av gårdarna. Detta förstod man innebar en hög brandrisk, med katastrofala följder om elden skulle gå lös. I samband med storskifte 1800–1807 beslutade ett fåtal av bönderna att flytta sina gårdar. Trots försiktighetsåtgärder och utglesning av bebyggelsen, drabbades större delar av byn av en brand som härjade år 1811.

## Verksamheter
1895 grundades Widéns trä av Lars Widén 1895 och drivs idag av fjärde generationen Widén.
På våren 1895 anlade Lars Widén tillsammans med sin svåger Teodor Fredling, en klingsåg på sina svärföräldrars mark. Eftersom elektriskt inte fanns att tillgå inköptes en ånglokomobil som drivkraft.
Den ursprungliga tanken var att såga åt traktens bönder, en binäring till det egna lantbruket men ganska snart ökade efterfrågan och timmer köptes in för bearbetning och vidareförsäljning. Jordbruksfastigheten med dess inventarier och djur införlivades i företaget. Natten till den 27 januari 1940 eldhärjades sågen och kvarnen. Det blåste kraftigt, så man hittade bränd säd ända borta i Knutshyttan. Men det stod inte på förrän nya byggnader uppfördes och ny utrustning på plats. Ångdriften byttes nu mot elektriskt och modernast tänkbara utrustning i sågen installerades.
Grundaren Lars Widén avled 1948. Efter hans frånfälle delades bolaget mellan tre av hans barn; dottern Margit med maken Herman Aldén övertog jordbruket, David kvarnen och Martin sågen. Förutom Widéns har det funnits ett flertal mindre företag och industrier på orten, som till exempel Strumpfabriken TIFA, Bäckmans snickeri, Hedåkers reparationsverkstad och Mälströms café.
I Brobacke finns en av de brandstationer som ingår i Räddningstjänsten Sala-Hebys område. Som de flesta av brandstationerna utanför Salas tätort är denna station normalt obemannad.
1910 startades Västerfärnebo Norra Mejeriförening och två år senare uppfördes ett mejeri strax väster om bykärnan i Hedåker. År 1947 lades mejeriverksamheten ner och i lokalerna drevs ett andelstvätteri fram till och med 1977, då även den verksamheten lades ner. 

## Kända personer från Hedåker
- Sara Aldén (född 1989),

jazzsångare och kompositör.